# Justin Bostrom
Justin Bostrom, född 20 maj 1986 i Vadnais Heights, Minnesota, är en amerikansk professionell ishockeyspelare som spelar för Rögle BK i Hockeyallsvenskan.

## Spelarkarriär
Boström började inledde sin karriär 2003 i den amerikanska juniorligan USHL med Sioux City Musketeers och spelade sedan under fyra år för University of Minnesotas collegelag. Inför säsongen 2009/2010 flyttade Boström flyttade till Norge och Manglerud Star. Bostrom kom tvåa i Mangleruds interna poängliga med 50 poäng på 46 macher. Den 27 april 2010 signerade Bostrom ett ettårskontrakt med ligakonkurrenten Lillehammer IK, ett kontrakt som sedan förlängdes till efterföljande säsong. 
Den 18 juni anslöt Bostrom till det tyska DEL-laget Düsseldorfer EG för ett provspel. Düsseldorfer meddelade den 27 augusti 2012 att kontraktet med Bostrom förlängdes säsongen ut. Efter att ha tillbringat en andra säsong i Düsseldorf som assisterande lagkapten skrev Bostrom den 25 juli 2014 ett ettårskontrakt med Rögle BK i Hockeyallsvenskan.

## Spelarstatistik
| 2003–04    | Sioux City Musketeers | USHL       | 13 | 2  | 4  | 6  | 6  | 7  | 2 | 3 | 5  | 2  |
| 2004–05    | Sioux City Musketeers | USHL       | 41 | 26 | 21 | 47 | 40 | 13 | 4 | 7 | 11 | 6  |
| 2005–06    | Univ. of Minnesota    | NCAA       | 38 | 7  | 6  | 13 | 24 | —  | — | — | —  | —  |
| 2006–07    | Univ. of Minnesota    | NCAA       | 34 | 4  | 4  | 8  | 20 | —  | — | — | —  | —  |
| 2007–08    | Univ. of Minnesota    | NCAA       | 39 | 4  | 4  | 8  | 33 | —  | — | — | —  | —  |
| 2008–09    | Univ. of Minnesota    | NCAA       | 37 | 4  | 5  | 9  | 24 | —  | — | — | —  | —  |
| 2009–10    | Manglerud Star        | GET-ligaen | 46 | 21 | 29 | 50 | 61 | 5  | 4 | 3 | 7  | 2  |
| 2010–11    | Lillehammer IK        | GET-ligaen | 45 | 21 | 36 | 57 | 28 | 10 | 4 | 5 | 9  | 22 |
| 2011–12    | Lillehammer IK        | GET-ligaen | 45 | 26 | 24 | 50 | 42 | 11 | 4 | 6 | 10 | 16 |
| 2012–13    | Düsseldorfer EG       | DEL        | 50 | 16 | 23 | 39 | 24 | —  | — | — | —  | —  |
| 2013–14    | Düsseldorfer EG       | DEL        | 44 | 12 | 11 | 23 | 18 | —  | — | — | —  | —  |
| DEL totalt | DEL totalt            | DEL totalt | 94 | 28 | 34 | 62 | 42 | —  | — | — | —  | —  |